# エディ・ケンドリックス
エディ・ケンドリックス（Eddie Kendricks、1939年12月17日 - 1992年10月5日）は、アメリカ合衆国アラバマ州出身のソウル・シンガーである。

## 解説
テンプテーションズのハイ・テナー歌手として「ゲット・レディ」「ジャスト・マイ・イマジネーション」などで、リード・ボーカルを担当した。ソロとして独立した後は「キープ・オン・トラッキン」のヒットを放った。

## ディスコグラフィ

### アルバム
- All by Myself (1971年、Tamla (Motown))
- 『ピープル…ホールド・オン』 - People ... Hold On (1972年、Tamla)
- 『エディ・ケンドリックス』 - Eddie Kendricks (1973年、Tamla)
- 『ブギー・ダウン』 - Boogie Down! (1974年、Tamla)
- 『フォー・ユー』 - For You (1974年、Tamla)
- 『ザ・ヒット・マン』 - The Hit Man (1975年、Tamla)
- 『フレンド』 - He's a Friend (1976年、Tamla)
- 『ゴーイン・アップ・イン・スモーク』 - Goin' Up in Smoke (1976年、Tamla)
- Slick (1977年、Tamla)
- Vintage '78 (1978年、Arista)
- 『サムシング・モア』 - Something More (1979年、Arista)
- 『ラヴ・キーズ』 - Love Keys (1981年、Atlantic)
- I've Got My Eyes on You (1983年、Ms. Dixie)
- 『ライヴ・アット・ジ・アポロ』 - Live at the Apollo (1985年、RCA) ※ホール&オーツ名義 with デヴィッド・ラフィン
- 『ラフィン&ケンドリック』 - Ruffin & Kendrick (1987年、RCA) ※with デヴィッド・ラフィン